# Athairocharis
Athairocharis is een geslacht van vliesvleugeligen uit de familie Eucharitidae. De wetenschappelijke naam van dit geslacht is voor het eerst geldig gepubliceerd in 2002 door Heraty.

## Soorten
Het geslacht Athairocharis omvat de volgende soorten:
- Athairocharis laurencei Heraty, 2002
- Athairocharis vannoorti Heraty, 2002